# Laurel Canyon
Laurel Canyon er et bjergrigt kvarter i Hollywood Hills regionen i Santa Monica Bjergene i Los Angeles, Californiens Hollywood Hills West distrikt.

## Stedet
Laurel Canyon er centreret omkring sin hovedfærdselsåre, Laurel Canyon Boulevard. Men i modsætning til andre nærvedliggende canyon-kvarterer, har Laurel Canyon huse på den ene side af hovedgaden, der går næsten helt op til Mulholland Drive. Der er mange sideveje der fører væk fra den vigtigste canyon, men de fleste er ikke-gennemgående veje, hvilket styrker kvarterets selvstændige karakter. Nogle af de vigtigste gader er Mount Olympus, Kirkwood, Wonderland Avenue, Willow Glen, og Lookout Mountain Avenue. Postnummeret for en del af kvarteret er 90046.
Laurel Canyon Boulevard udgør en vigtig nord-sydlig rute mellem: West Hollywood, Hollywood, Los Angeles Centrum, Studio City og den østlige del af San Fernando Valley.